# Rasmus Lia
Rasmus Lia, född 26 januari 2001 i Idre, är en svensk golfspelare från Idre. Han har flera meriter i paragolf, som SM-guld 2018, EM-guld i lag och vinst i paragolf touren G4D 2022. Han spelar i svenska landslaget sedan 2017.